# Iliverleq
L'Iliverleq è un colle della Groenlandia alto 482 m. Si trova a 60°34′N 45°53′W; appartiene al comune di Kujalleq.